# Obrium glabrum
Obrium glabrum es una especie de escarabajo longicornio del género Obrium, categorizada en la tribu Obriini, de la subfamilia Cerambycinae. Fue descrita por Knull en 1937.

## Descripción
Mide 3-4,3 mm de longitud.

## Distribución
Se distribuye por Estados Unidos.